# Трисхилий купол

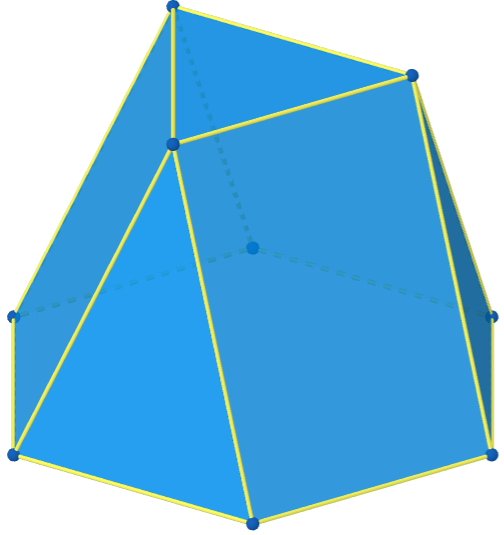

У геометрії трисхилий купол — призматоїд, що складається з правильного шестикутника (нижня основа купола), правильного трикутника (верхня грань, що паралельна основі), та бічних граней: 3 прямокутників та 3 рівнобедрених трикутників.
Належить до родини куполів і є підкласом призматоїдів.
Два куполи можуть бути з'єднані по їх нижній основі, утворюючи багатогранник бікупол, в прямій (якщо з'єднані однойменні грані) або повернутій (якщо з'єднані різнойменні грані) орієнтації.

## Багатогранник ДжонсонаJ3
Рівносторонній трисхилий купол є одним із багатогранників Джонсона (J3 або M4 (за Залгаллером).
Трисхилий купол можна розглядати як половину кубооктаедра.
Багатогранник Джонсона — один із 92 строго опуклих багатогранників, що мають правильні грані, але не є однорідним (тобто він не є правильним багатогранником, архімедовим тілом, призмою або антипризмою). Правильногранні багатогранники названі ім'ям Нормана Джонсона, який першим перелічив їх в 1966 р. 
Трисхилий купол складено з 8 граней: 3+1 = 4 правильних трикутників, 3 квадратів та 1 правильного шестикутника.
Одна трикутна грань оточена трьома квадратами; три трикутних граней оточені двома квадратними та однією шестикутною гранню; квадратні грані оточені трьома трикутними та однією шестикутною гранями; шестикутна грань оточена трьома трикутними та трьома квадратними гранями[джерело?].
Має 15 ребер однакової довжини: 3+6 = 9 ребер розташовані між квадратною та трикутною гранями, 3 ребра — між трикутною та шестикутною гранями, решта 3 — між квадратною та шестикутною гранями.
У трисхилого купола 9 вершин: 3 вершини оточені двома трикутними та двома квадратними гранями (почергово); 6 вершин оточені трикутною, квадратною та шестикутною гранями.
Трисхилий купол може бути отриманий шляхом поділу навпіл кубооктаедра по шестикутному перерізу між двома протилежними трикутними гранями.
Навпаки, два трисхилих куполи можна поєднати у поверненій орієнтації по шестикутній грані, і отримати кубооктаедр.
Трисхилий купол має вісь поворотної симертії 3-го порядку, що проходить через центри основ; а також три площини дзеркальної симетрії, що проходять через вісь купола та середини сторін нижньої основи[джерело?].

## Формули

### Діагоналі
Кількість діагоналей опуклого багатогранника: {\displaystyle {\binom {B}{2}}-P} , де В — кількість вершин, Р — кількість ребер багатогранника. Для трисхилого купола:
{\displaystyle {\binom {9}{2}}-15={\frac {9}{2}}\cdot {\frac {8}{1}}-15=21} діагоналі (15 граневих та 6 просторових).
| Діагоналі трисхилого купола з довжиною ребра {\displaystyle a} | Діагоналі трисхилого купола з довжиною ребра {\displaystyle a}    | Діагоналі трисхилого купола з довжиною ребра {\displaystyle a}                                                                                                  |
| -------------------------------------------------------------- | ----------------------------------------------------------------- | --- |
|                                                                | Граневі діагоналі                                                 | {\displaystyle AB={\sqrt {2}}\cdot a\approx 1.41421356237\cdot a} {\displaystyle AC={\sqrt {3}}\cdot a\approx 1.73205080756\cdot a} {\displaystyle AD=2\cdot a} |
| Просторові діагоналі                                           | {\displaystyle FC={\sqrt {3}}\cdot a\approx 1.73205080756\cdot a} | |

### Метричні характеристики
| Для трисхилого купола з довжиною ребра {\displaystyle a}:             | Для трисхилого купола з довжиною ребра {\displaystyle a}:             | Для трисхилого купола з довжиною ребра {\displaystyle a}:             | Для трисхилого купола з довжиною ребра {\displaystyle a}: |
| --------------------------------------------------------------------- | --------------------------------------------------------------------- | --------------------------------------------------------------------- | --------------------------------------------------------- |
| Радіус описаної сфери (проходить через всі вершини)                   | Радіус описаної сфери (проходить через всі вершини)                   | {\displaystyle R=a}                                                   |                                                           |
| Радіус напіввписаної сфери (дотикається до всіх ребер)                | Радіус напіввписаної сфери (дотикається до всіх ребер)                | {\displaystyle \rho ={\frac {\sqrt {3}}{2}}\cdot a}                   | {\displaystyle \approx 0.8660254\cdot a}                  |
| Вписаної сфери трисхилий купол не має                                 |                                                                       |                                                                       |                                                           |

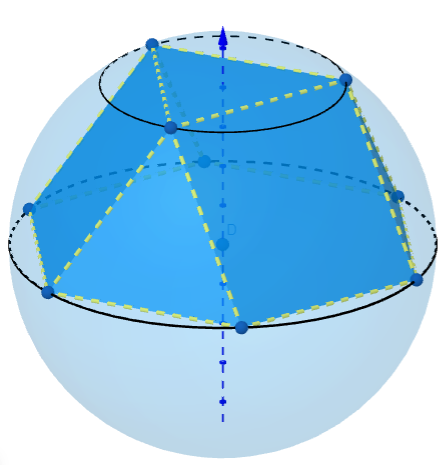
Описана сфера трисхилого купола

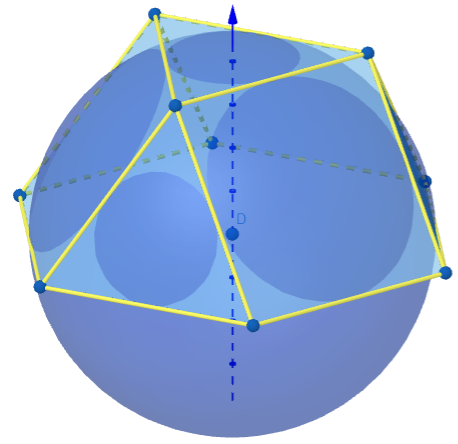
Середньовписана сфера трисхилого купола

| Висота H (Відстань між паралельними трикутною та шестикутною гранями) | Висота H (Відстань між паралельними трикутною та шестикутною гранями) | {\displaystyle H={\frac {\sqrt {6}}{3}}\cdot a}                       | {\displaystyle \approx 0.81649658\cdot a}                 |
| Площа поверхні                                                        | Площа поверхні                                                        | {\displaystyle S=\left(3+{\frac {5{\sqrt {3}}}{2}}\right)\cdot a^{2}} | {\displaystyle \approx 7.33012701\cdot a^{2}}             |
| Об'єм                                                                 | Об'єм                                                                 | {\displaystyle V={\frac {5}{6}}{\sqrt {2}}\cdot a^{3}}                | {\displaystyle \approx 1.1785113\cdot a^{3}}              |

### Кути
Плоскі кути граней при вершині: 60°, 90°, 120°.
| Кути багатогранника                                     | Кути багатогранника | Кути багатогранника                                  |
| ------------------------------------------------------- | --- | ---------------------------------------------------- |
| Кут між несусідніми ребрами при вершині верхньої основи | {\displaystyle \varphi =\arccos \left(-{\frac {1}{2}}\right)} | {\displaystyle ={\frac {2\pi }{3}}} rad = 120°       |
| Двогранний кут між гранями {3} та {4}                   | {\displaystyle \alpha =\arccos \left(-{\frac {\sqrt {3}}{3}}\right)=\operatorname {arcsec} \left(-{\sqrt {3}}\right)}                                                                       | ≈ 2.1862760354 rad ≈ 125°15′ 51.8028′′               |
| Двогранний кут між гранями {3} та {6}                   | {\displaystyle \beta =\arccos \left({\frac {1}{3}}\right)=\operatorname {arcsec} \left(3\right)}                                                                                            | ≈ 1.2309594173 rad ≈ 70° 31′ 43.60571′′              |
| Двогранний кут між гранями {4} та {6}                   | {\displaystyle \gamma =\arccos \left({\frac {\sqrt {3}}{3}}\right)=\operatorname {arcsec} \left({\sqrt {3}}\right)}                                                                         | ≈ 0.9553166181 rad ≈ 54°44′ 8.197142′′               |
| Тілесний кут при вершині нижньої основи (шестикутної)   | {\displaystyle \Omega _{1}={\frac {1}{2}}\arccos \left(-{\frac {7}{9}}\right)=2\arcsin \left({\frac {\sqrt {3}}{3}}\right)=} {\displaystyle =4\arctan \left({\sqrt {3}}-{\sqrt {2}}\right)} | {\displaystyle \Omega \thickapprox 1.2309594} ср     |
| Тілесний кут при вершині верхньої основи (трикутної)    | {\displaystyle \Omega _{2}=\arccos \left(-{\frac {7}{9}}\right)=4\arcsin \left({\frac {\sqrt {3}}{3}}\right)=} {\displaystyle =8\arctan \left({\sqrt {3}}-{\sqrt {2}}\right)}               | {\displaystyle \Omega _{2}\thickapprox 2.4619188} ср |
| Сферичність                                             | {\displaystyle \Psi ={\frac {2{\sqrt[{3}]{50\pi }}}{6+5{\sqrt {3}}}}} | {\displaystyle \Psi \thickapprox 0.7360858}          |

Центр тяжіння трисхилого купола лежить на його осі симетрії на відстані {\displaystyle {\frac {\sqrt {6}}{8}}\cdot a} від нижньої основи.

## Двоїстий багатогранник
Трисхилий купол не має ні топологічно-двоїстого багатогранника (вершини двоїстого знаходяться в центрах граней вихідного багатогранника), ні канонічно-двоїстого багатогранника (середньовписані сфери обох багатогранників збігаються).
Його двоїстий може бути побудований лише загальним чином (кожній грані вихідного багатогранника відповідає вершина двоїстого, кожній вершині вихідного — грань дуального, з дотриманням симетрії вихідного багатогранника), а тому форми та розміри двоїстого багатогранника до вихідного трисхилого купола можуть різнитися.
Двоїстий до трисхилого купола має 9 граней: 6 трикутників + 3 дельтоїда; 15 ребер, 8 вершин. 

Обертання двоїстого до трисхилого купола багатогранника

| Двоїстий багатогранник | Розгортка двоїстого |
| ---------------------- | ------------------- |
|                        |                     |

## Споріднені багатогранники
Трисхилий купол належить до родини куполів. Сімейство n-куполів з правильними гранями існує до n = 5 включно.
| n                                  | 2                 | 3               | 4                      | 5                         | 6                                  | 7                                                  |
| ---------------------------------- | ----------------- | --------------- | ---------------------- | ------------------------- | ---------------------------------- | -------------------------------------------------- |
| Назва                              | Двосхилий купол   | Трисхилий купол | Чотирисхилий купол     | П'ятисхилий купол         | Шестисхилий купол (плоский)        | Семисхилий купол (з неправильними бічними гранями) |
| Символ Шлефлі                      | {2} \| t{2}       | {3} \| t{3}     | {4} \| t{4}            | {5} \| t{5}               | {6} \| t{6}                        | {7} \| t{7}                                        |
| Купол                              |                   |                 |                        |                           |                                    |                                                    |
| Пов'язані однорідні багатогранники | Трикутна призма · | Кубооктаедр ·   | Ромбокубо- · октаедр · | Ромбоікосо- · додекаедр · | Ромботри- · шестикутна · мозаїка · | Ромботри- · семикутна · мозаїка ·                  |

Два трисхилих куполи можуть бути з'єднані своїми шестикутними основами в прямій орієнтації (поєднуються однойменні бокові грані); отриманий багатогранник — триcхилий прямий бікупол (J27). Якщо один з куполів повернути на 60º, то отримаємо триcхилий повернутий бікупол, більш відомий як [[Кубооктаедр|кубоктаедр[джерело?]]].
| Трисхилий прямий бікупол | Трисхилий повернутий бікупол (кубооктаедр) |
| ------------------------ | ------------------------------------------ |
|                          |                                            |

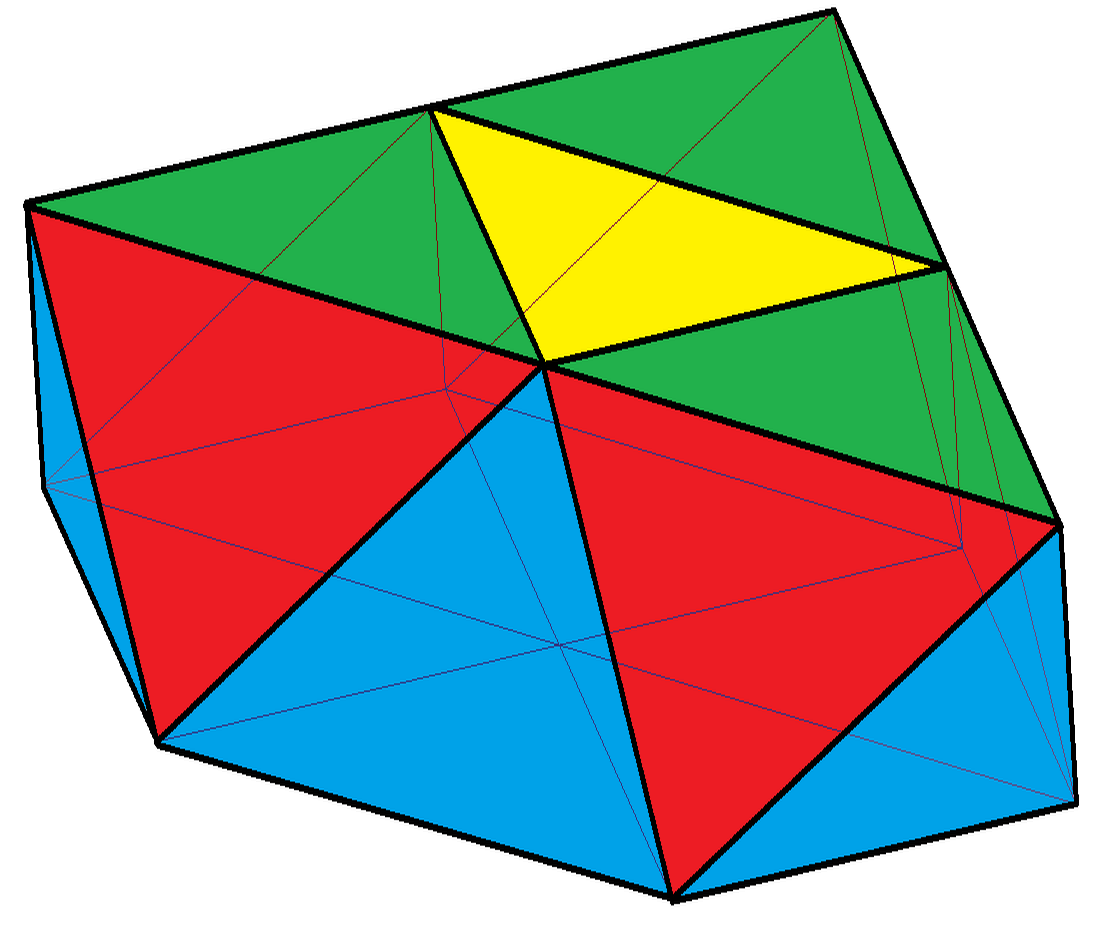
Нарощений трисхилий купол, майже-багатогранник Джонсона з компланарними гранями

Трисхилий купол можна наростити трьома квадратними пірамідами, залишаючи суміжні копланарні грані без змін. Отриманий багатогранник, нарощений трисхилий купол, належить до родини майже багатогранників Джонсона з компланарними гранями.
Якщо об'єднати ці копланарні трикутники в єдині грані, отримаємо топологічно ще один трисхилий купол, бічні грані якого є рівнобедреними трапеціями. Якщо всі трикутні грані зберегти без змін, а шестикутник в основі розбити на 6 трикутників, вийде копланарний дельтаедр з 22 гранями[джерело?].